# Djinti
Djinti, kunstenaarsnaam van Rudy Franklin van Bossé (Abrabroki, Paramaribo, 2 oktober 1949), is een Surinaams beeldhouwer met hout, kunstschilder, dichter en zanger.

## Biografie
Van Bossé maakte als kind zijn eigen speelgoed en wist zich alleen goed te vermaken. Ook interesseerde hij zich al op jonge leeftijd voor de dieren- en plantenwereld. Op zijn zestiende vertrok hij naar Nederland, waar hij het de eerste jaren niet naar zijn zin had. Hij miste zijn vader en de vrijheid en de ruimte in zijn eigen land. Hij sloot zich bij de gemeente aan bij een kunstenaarsvereniging. Hierdoor kwam hij vaak in Suriname en bleef hij contact houden met zijn familie en Suriname. Rond zijn zestigste waren zijn kinderen inmiddels zelfstandig en keerde hij terug naar naar zijn geboorteland.
Naast kunstenaar is hij dichter en zanger. In Nederland bracht hij twee albums uit, Tiri "Fri" Jari (1986) en 'Alafiri' 'All Feelings' (1995). Ook is hij te horen op de cd bij het boek 40 Jaar Surinaamse muziek in Nederland.